# Конгресс (фильм)
«Конгресс» (ивр. כנס העתידנים‎) — французско-израильский фантастический фильм 2013 года, состоящий из постановочной и анимационной частей. Режиссёром и сценаристом фильма выступил Ари Фольман. Премьера состоялась на 66-м Каннском фестивале 15 мая 2013 года. Дистрибьюторы фильма в Северной Америке — Drafthouse Films и Films We Like In Toronto, в США выход фильма в прокат и на видео запланирован на 2014 год.
Режиссёр называет фильм адаптацией фантастического романа Станислава Лема «Футурологический конгресс». Из романа была заимствована идея массового использования галлюциногенов, дополненная идеями режиссёра о цифровом сканировании актёров.

## Сюжет
Фильм состоит из двух частей. В первой части события происходят в современном мире. Актриса Робин Райт заключает контракт с киностудией Miramount (контаминация из названий Miramax и Paramount) на использование своего изображения. После электронного сканирования образ актрисы сохраняется в таком виде, что позволяет использовать актрису в любом фильме без её участия и разрешения.
Во второй части, происходящей в будущем через 20 лет в анимированном мире, актриса приезжает в огромный отель, в котором открывается конгресс. Далее, так же как и в книге Лема, персонажи балансируют на грани между реальностью и галлюцинациями, пытаясь сохранить собственную индивидуальность. Героиня пытается найти своего сына, страдающего от синдрома Ашера (сопровождается потерей слуха и зрения), сначала в анимированном, потом в реальном мире и окончательно возвращаясь в вымышленный.

## В ролях
- Робин Райт — Робин Райт
- Харви Кейтель — Аль
- Дэнни Хьюстон — Джефф Грин, студия Miramount
- Пол Джаматти — доктор Баркер, отоларинголог
- Джон Хэмм — Дилан Трулайнер (озвучка), начальник студии анимации Робин Райт
- Коди Смит-Макфи — Аарон Райт, сын героини
- Сэми Гейл — Сара Райт, дочь героини

## Производство
Некоторые элементы фильма были заимствованы из романа Станислава Лема «Футурологический конгресс».
В создании фильма участвовали Франция, Германия, Польша и Бельгия. Анимационная часть создана Bridgit Folman Films Gang (Израиль), работавшей совместно с 6-ю студиями: «studio 352» (Люксембург), «walking the dog» (Бельгия), «bitteschoen» (Берлин), «studio Rakete» (Гамбург), «Studio Orange» (Польша), «Snipple» (Филиппины). Как и при создании фильма «Вальс с Баширом» (Waltz with Bashir), Фольман работал с художником Дэвидом Полонски и режиссёром анимации Йони Гудманом. Съёмки с участием актёров проходили в США и Германии с февраля по март 2011 года. Работы над фильмом начались в 2008 году, дополнительное финансирование было получено в 2011 от французского банка Coficine-Natixis. Фильм был завершён в 2013 году.

## Критика
«Конгресс» был благоприятно оценен кинокритиками, получив рейтинг 84 % на Rotten Tomatoes (44 обзора). Положительно оценена работа Робин Райт. На сайте Metacritic, фильм получил рейтинг 82 из 100 по 9 обзорам.

## Награды
- Премия Европейской киноакадемии за лучший анимационный фильм[15].